# 아인슈타인-카르탕 이론
이론물리학에서, 아인슈타인-카르탕 이론(Einstein-Cartan theory)은 일반 상대론을 스핀을 고려해 확장한 이론이다. 일반상대론에서 공간의 꼬임을 가정하여 자연스럽게 유도할 수 있다. 알베르트 아인슈타인과 엘리 카르탕(Élie Joseph Cartan)의 이름을 땄다. 이 이론은 프랑스 수학자 엘리 카르탕이 1922년에 처음 제안 하였으며, 가장 간단한 푸앵카레 게이지 이론이다.

## 도입
고전 물리의 주 이론으로 일반 상대성이론은 하나의 알려진 결함을 지닌다. 그것은 스핀-궤도 결합 즉, 진성 각 운동량과 궤도 각 운동량의 교환을 기술할 수 없다. 일반 상대론이 스핀을 지닌 물질이 있을 때 아인슈타인-카탄 이론으로 확장되어야 함을 보이는 질적인 이론 증명이 있다. 거시적인 물체의 고유 각 운동량 (스핀)은 매우 작고, 또 꼬임은 (중력파와 달리) 전파하지 않으므로, 아인슈타인-카르탕 이론 고유의 효과는 너무 작아 현재 기술로는 관찰 할 수 없다.
일반 상대성 이론이 준 리만 기하학을 기반으로 서술 되는 반면에, 아인슈타인-카르탕 이론은 리만-카르탕 기하학을 기반으로 서술 된다. 또한 비틀림과 스핀을 연관 시키는 추가적인 방정식이 제시된다.
일반 상대성 이론을 리만-카르탕 기하학으로 재구성할 때, 먼저 준 리만 기하학 위의 아인슈타인-힐베르트 작용을 리만-카르탕 기하학 위의 팔라티니 작용으로 대체한다. 그리고 두 번째로, 팔라티니 작용으로부터 0의 비틀림 제약을 제거함으로써 스핀과 비틀림에 대한 추가적인 방정식들과, 아인슈타인 장 방정식 자체에 스핀과 관련된 항을 추가하게 된다.
일반 상대성 이론은 원래 준 리만 기하학 기반으로, 아인슈타인 장 방정식을 이끌어 내는, 아인슈타인-힐베르트 작용을 통해 공식화 되었다. 원래 일반 상대성 이론 공식화 될 당시에는, 리만-카르탕 기하학의 개념이 없었다. 또한 리만 기하학이, 회전 및 부스트 대칭에 대한 연속 방정식과 보존 법칙을 표현하거나 구부러진 시공간 기하학에서 스피너를 설명하는 데 필요할 수 있는, 국소적 로렌츠 대칭을 구현하는 데 필요한 구조를 가지고 있지 않다는 것을 이해하기에는 당시 게이지 대칭의 개념에 대한 이해가 부족했다. 이 구조를 추가한 결과는 리만-카르탕 기하학이다. 특히 스피너를 설명할 수 있으려면 스핀 구조를 포함해야 하며, 이는 그러한 기하학을 생성하기에 충분하다.

## 역사
이 이론은 1922년 수학자 엘리 카르탕에 의해 처음 제안되었으며 이후 몇 년 동안 설명되었다. 앨버트 아인슈타인은 1928년 통합장 이론의 일부로 비틀림을 전자기장 텐서와 일치시키려는 시도가 실패하면서 이 이론 계열 연구자에 속하게 되었다. 이러한 사고 방식은 관련이 있지만 다른 텔레파라렐리즘 이론으로 그를 이끌었다.
데니스 시아마와 톰 키블은 1960년대에 독립적으로 이 이론을 재검토했으며 1976년에 중요한 리뷰가 출판되었다
아인슈타인-카르탕 이론은 역사적으로 비틀림이 없는 상대성 이론과 브랜스-딕 이론과 같은 다른 대안에 의해 가려져 왔다. 아인슈타인-카르탕 이론은 고전적이기 때문에 양자 중력 문제를 완전히 다루지는 않는다. 아인슈타인–카르탕 이론에서 디랙 방정식은 비선형이 된다. 최근 아인슈타인-카르탕 이론에 대한 관심은 우주론적 함의, 가장 중요한 것은 우주의 시작에서 중력 특이점을 피하는 쪽으로 몰렸다. 이 이론은 실행 가능한 것으로여겨지며 물리학계에서 활발한 주제로 남아 있다.
이 이론은 루프 양자 중력에 간접적으로 영향을 미쳤다(또한 트위스터 이론에도 영향을 준 것으로 보인다 ).

## 장 방정식
일반 상대성 이론의 아인슈타인 장 방정식은 아인슈타인-힐베르트 작용을 시공간의 실제 작용으로 가정한 다음 계량 텐서에 대해 해당 작용을 변분하여 유도할 수 있다. 아인슈타인-카르탕 이론의 장 방정식은 대칭 레비치비타 접속이 아닌 일반적인 비대칭 아핀 접속이 가정된다는 점을 제외하면 정확히 동일한 접근 방식에서 나온다(즉, 시공간에는 곡률 외에 비틀림이 있는 것으로 가정됨). 계량과 비틀림은 독립적으로 변화한다.
{\displaystyle {\mathcal {L}}_{\mathrm {M} }}가 물질의 라그랑주 밀도를 나타내고 {\displaystyle {\mathcal {L}}_{\mathrm {G} }}가 중력장의 라그랑주 밀도를 나타낸다고 하자. 아인슈타인-카르탕 이론에서 중력장의 라그랑주 밀도는 리치 스칼라 곡률에 비례한다.
{\displaystyle {\mathcal {L}}_{\mathrm {G} }={\frac {1}{2\kappa }}R{\sqrt {|g|}}}
{\displaystyle S=\int \left({\mathcal {L}}_{\mathrm {G} }+{\mathcal {L}}_{\mathrm {M} }\right)\,d^{4}x}
여기서 {\displaystyle g}는 계량 텐서의 행렬식이며, {\displaystyle \kappa }는 중력 상수와 빛의 속력을 포함하는 물리 상수 {\displaystyle 8\pi G/c^{4}}이다.. 해밀턴의 원리에 의해 중력장과 물질에 대한 전체 작용 {\displaystyle S}의 변분이 사라지기 때문에,
{\displaystyle \delta S=0.}
계량 텐서 {\displaystyle g^{ab}}에 대한 변분은 아인슈타인 방정식을 산출한다.
{\displaystyle {\frac {\delta {\mathcal {L}}_{\mathrm {G} }}{\delta g^{ab}}}-{\frac {1}{2}}P_{ab}=0}
| {\displaystyle R_{ab}-{\frac {1}{2}}Rg_{ab}=\kappa P_{ab}} |

여기서 {\displaystyle R_{ab}}는 리치 곡률 텐서이고 {\displaystyle P_{ab}}는 정준 응력-에너지-운동량 텐서이다. 접속에 0이 아닌 비틀림 텐서가 포함되어 있기 때문에 리치 곡률 텐서는 더 이상 대칭이 아니다. 따라서 방정식의 우변도 대칭이 될 수 없으며, {\displaystyle P_{ab}}는 스핀 텐서와 관련된 것으로 표시될 수 있는 비대칭 기여도를 포함해야 함을 의미한다. 이 정준 에너지-운동량 텐서는 Belinfante-Rosenfeld 절차에 의해 더 친숙한 대칭 에너지-운동량 텐서와 관련된다.
비틀림 텐서 {\displaystyle {T^{ab}}_{c}}에 대한 변분은 카르탕 스핀 접속 방정식을 산출한다.
{\displaystyle {\frac {\delta {\mathcal {L}}_{\mathrm {G} }}{\delta {T^{ab}}_{c}}}-{\frac {1}{2}}{\sigma _{ab}}^{c}=0}
| {\displaystyle {T_{ab}}^{c}+{g_{a}}^{c}{T_{bd}}^{d}-{g_{b}}^{c}{T_{ad}}^{d}=\kappa {\sigma _{ab}}^{c}} |

여기서 {\displaystyle {\sigma _{ab}}^{c}}는 스핀 텐서이다. 비틀림 방정식은 편미분 방정식이 아닌 대수적 제약이기 때문에 비틀림 장은 파동으로 전파되지 않고 물질 밖에서 사라진다. 따라서 원칙적으로 비틀림은 물질 내부에서 효과적인 "스핀-스핀" 비선형 자기 상호 작용을 생성하는 스핀 텐서에 찬성하여 이론에서 대수적으로 제거될 수 있다.

## 특이점 회피
리만 기하학(예: 펜로즈 특이점 정리)는 리만-카르탕 기하학에서 성립할 필요가 없다. 결과적으로 아인슈타인-카르탕 이론은 빅뱅에서 특이점이라는 일반 상대론적 문제를 피할 수 있다. 비틀림과 디랙 스피너 사이의 최소 결합은 효과적인 비선형 스핀-스핀 자체 상호 작용을 생성하며, 이는 매우 높은 밀도에서 페르미온 물질 내부에서 중요해진다. 그러한 상호 작용은 관측 가능한 우주가 수축하기 전에 최소이지만 유한한 척도인자에서 단일 빅뱅을 첨단과 같은 빅 바운스로 대체할 것으로 추측된다. 이 시나리오는 또한 가장 큰 규모의 현재 우주가 공간적으로 평평하고 균질하며 등방성으로 보이는 이유를 설명하여 우주 팽창에 대한 물리적 대안을 제공한다. 비틀림은 블랙홀 과 같은 특이점의 형성을 피하고 "점" 대신 페르미온이 공간적으로 확장되도록 해서 양자장 이론에서 자외선 발산을 제거하는 데 도움이 된다. 일반 상대성 이론에 따르면 충분히 조밀한 질량의 중력 붕괴는 단일 블랙홀을 형성한다. 대신 아인슈타인-카르탕 이론에서는 붕괴가 반등에 도달하고 사건의 지평 반대편에서 성장하는 새로운 우주로 가는 규칙적인 아인슈타인-로젠 다리(웜홀)를 형성한다.

## 초중력과의 관계
초중력은 그 스핀 접속이 자유 라리타-슈윙거 장(그래비티노)으로부터 발생하는 아인슈타인-카르탕 이론으로 생각할 수 있다.

## 같이 보기
- 루프 양자중력